# Dorothea Werneck
Dorothea Fonseca Furquim Werneck (Ponte Nova, 9 de juliol de 1948) és una economista i política brasilera, retirada de la vida pública.
Va ser ministra de Treball (1989-1990, govern de José Sarney) i ministra d'Indústria i Comerç (1995-1996, govern de Fernando Henrique Cardoso). El 2011 va assumir el càrrec de Secretària d'Estat de Desenvolupament Econòmic de Minas Gerais.

## Condecoracions
- Gran-Creu de l'Orde Nacional del Mèrit Científic (1995)[5]